# Konrád Jenő (labdarúgó)
Konrád Jenő, Eugene Conrad, Eugenio Konrad (Bácskapalánka, 1894. augusztus 13. – New York, 1978.  július 15.) válogatott labdarúgó, fedezet, edző. A sportsajtóban Konrád I néven volt ismert. Testvére Konrád Kálmán válogatott labdarúgó.

## Pályafutása

### Klubcsapatban
1913 és 1919 között az MTK labdarúgója volt, ahol két bajnoki címet szerzett. 1919-ben külföldre távozott. 1924-ig az Austria Wien csapatában játszott.

### A válogatottban
1915-ben egy alkalommal szerepelt a magyar válogatottban.

## Sikerei, díjai

### Játékosként
- Magyar bajnokság
  - bajnok: 1913–14, 1918–19

## Statisztika

### Mérkőzése a válogatottban
| Magyarország | Magyarország    | Magyarország    | Magyarország | Magyarország | Magyarország | Magyarország | Magyarország | Magyarország |
| #            | Dátum           | Helyszín        | Hazai        | Eredmény     | Vendég       | Kiírás       | Gólok        | Esemény      |
| ------------ | --------------- | --------------- | ------------ | ------------ | ------------ | ------------ | ------------ | ------------ |
| 1.           | 1915. május 30. | Bécs, WAC-Platz | Ausztria     | 1 – 2        | Magyarország | barátságos   | -            |              |
|              | Összesen        |                 |              | 1            | mérkőzés     |              | 0            | gól          |